# Rolf Graf
Rolf Graf, född den 19 augusti 1932 i Unterentfelden, död den 18 januari 2019 i Baden, Aargau, var en schweizisk tävlingscyklist, som blev professionell i september 1952 och avslutade sin karriär 1964 efter en svår bilolycka i mars 1963 som han inte återhämtade sig från. Han var en framstående tempocyklist och många av de segrar han tog var i tempolopp. Grafs främsta meriter framgår av tabellen till höger. Utöver vad som i övrigt nämns representerade han Schweiz vid Olympiska spelen 1952 där han blev sjuttonde i linjelopp och ingick i det schweiziska lag som blev nia i lagtävlingen.

## Meriter

### Landsväg
1952
5:a i Trofeo Baracchi (med Ferdi Kübler)
1953
6:a i linjelopp vid Schweiziska mästerskapen
10:a i Tour de Romandie
1954
Vinnare av Gent–Wevelgem
5:a i linjelopp vid Schweiziska mästerskapen
6:a i Züri Metzgete
1955
Vinnare av etapp 4 i Tour de Romandie
Vinnare av Gran Premio di Lugano (ITT)
6:a i linjelopp vid Schweiziska mästerskapen
1956
 Schweizisk mästare i linjelopp
Vinnare av etapp 3a i Rom–Neapel–Rom
 Vinnare totalt av Tour de Suisse
Vinnare av etapperna 5 och 6 (ITT)
Vinnare av Trofeo Baracchi (med André Darrigade)
2:a i Gran Premio di Lugano (ITT)
4:a i Grand Prix des Nations (ITT)
4:a i Critérium des As
10:a i Züri Metzgete
1957
Vinnare av etapp 6e i Tour de Suisse
2:a i Trofeo Baracchi (med Alcide Vaucher)
4:a totalt i Tour de Romandie
10:a i Züri Metzgete
1958
2:a i GP Forli (ITT)
9:a i linjelopp vid Schweiziska mästerskapen
1959
 Schweizisk mästare i linjelopp
Vinnare av etapp 22 i Giro d'Italia
Vinnare av etapp 1 i Tour de Suisse
Vinnare av etapperna 12 och 19 i Tour de France
2:a totalt i Tour de Romandie
Vinnare av etapp 1 (ITT)
9:a i Züri Metzgete
1960
Vinnare av etapp 19 (ITT) i Tour de France
2:a i linjelopp vid Schweiziska mästerskapen
5:a i Gran Premio di Lugano (ITT)
1961
Vinnare av etapperna 3 och 4 (ITT) i Tour de Suisse
2:a i linjelopp vid vid Schweiziska mästerskapen
2:a i Gran Premio di Lugano (ITT)
4:a i Tour du Nord-Ouest
1962
 Schweizisk mästare i linjelopp
Vinnare av etapp 3b (ITT) i Tour de Romandie
Vinnare av Gran Premio di Lugano (ITT)
Vinnare av Tour du Nord-Ouest
4:a i Züri Metzgete
7:a totalt i Tour de Suisse
8:a totalt i Tour de Romandie

### Bana
1955
3:a i förföljelselopp vid Schweiziska mästerskapen
1957
3:a i madison vid Schweiziska mästerskapen (med Emile Von Büren)
1962
2:a i förföljelselopp vid Schweiziska mästerskapen

### Notiser
1. ↑  Feuille d'Avis de Neuchatel 15 juli 1963 sid. 5.
2. ↑  Nouvelliste du Rhône, 4 mars 1964, sid. 8.
3. ↑  Officiell rapport från Olympiska spelen i Helsingfors 1952, sid. 552-553.